# Stemmacantha karatavica
Stemmacantha karatavica là một loài thực vật có hoa trong họ Cúc. Loài này được (Regel & Schmalh.) Dittrich miêu tả khoa học đầu tiên.